# ブズモーリエ
ブズモーリエ、ウズモーリエ、ヴズモーリエ、フスモリエ（Взморье）とは、サハリン州にある集落の名前である。日本統治時代の白縫村の中心地であった白浦に相当する。蟹の名産地として有名であり、ヴズモーリエ駅（旧白浦駅）前には、蟹の直売店が並んでいる。

## 人口
2002年に実施されたロシアの国勢調査によると、人口は805人（男性400人、女性405人）であった。

## 鳥居
ブズモーリエの集落のすぐそばに日本が統治していた時代の名残を残す鳥居がある。それは、皇紀2600年を記念して、1940年に建立された。

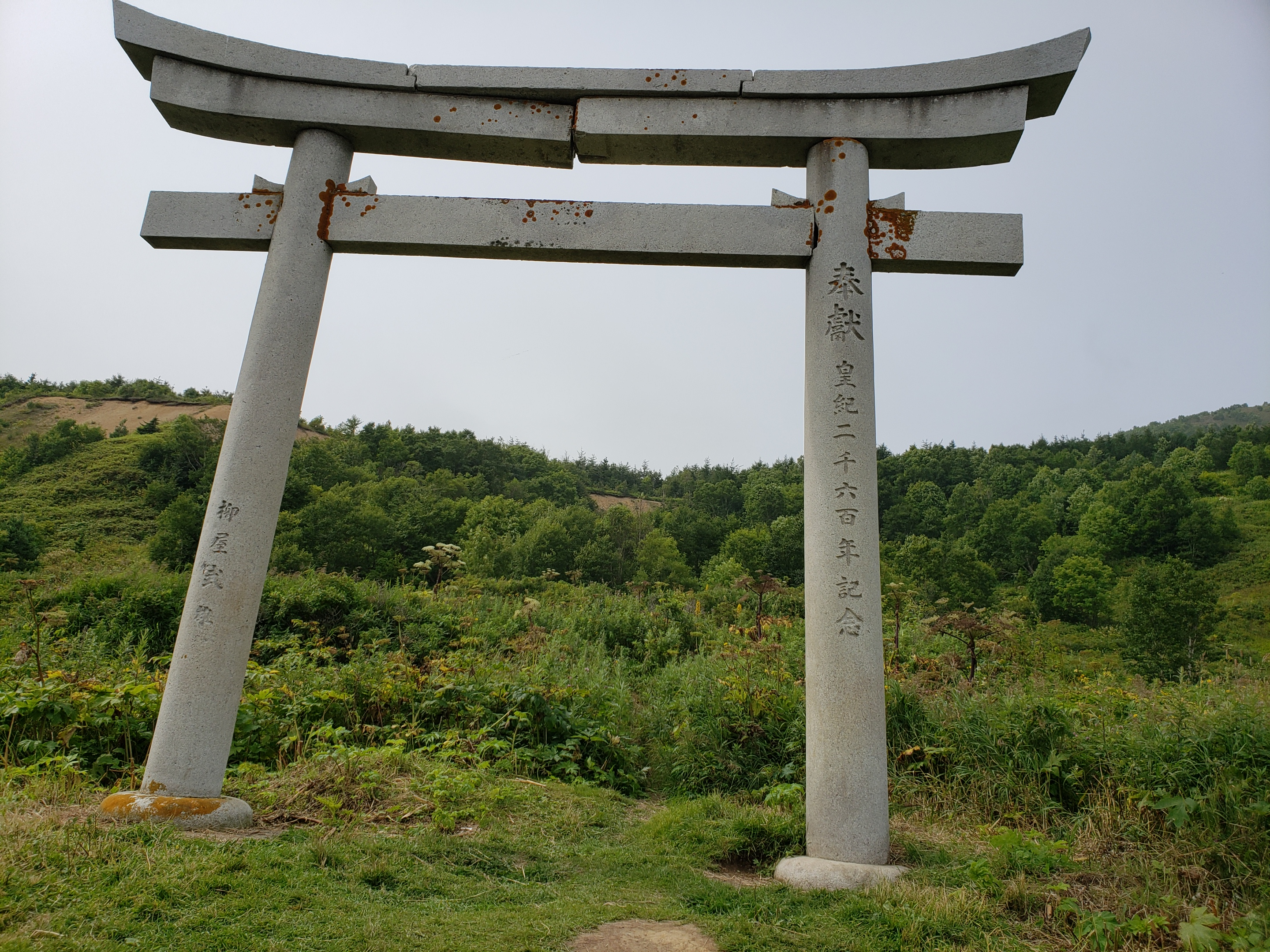
樺太時代の東白浦神社の鳥居

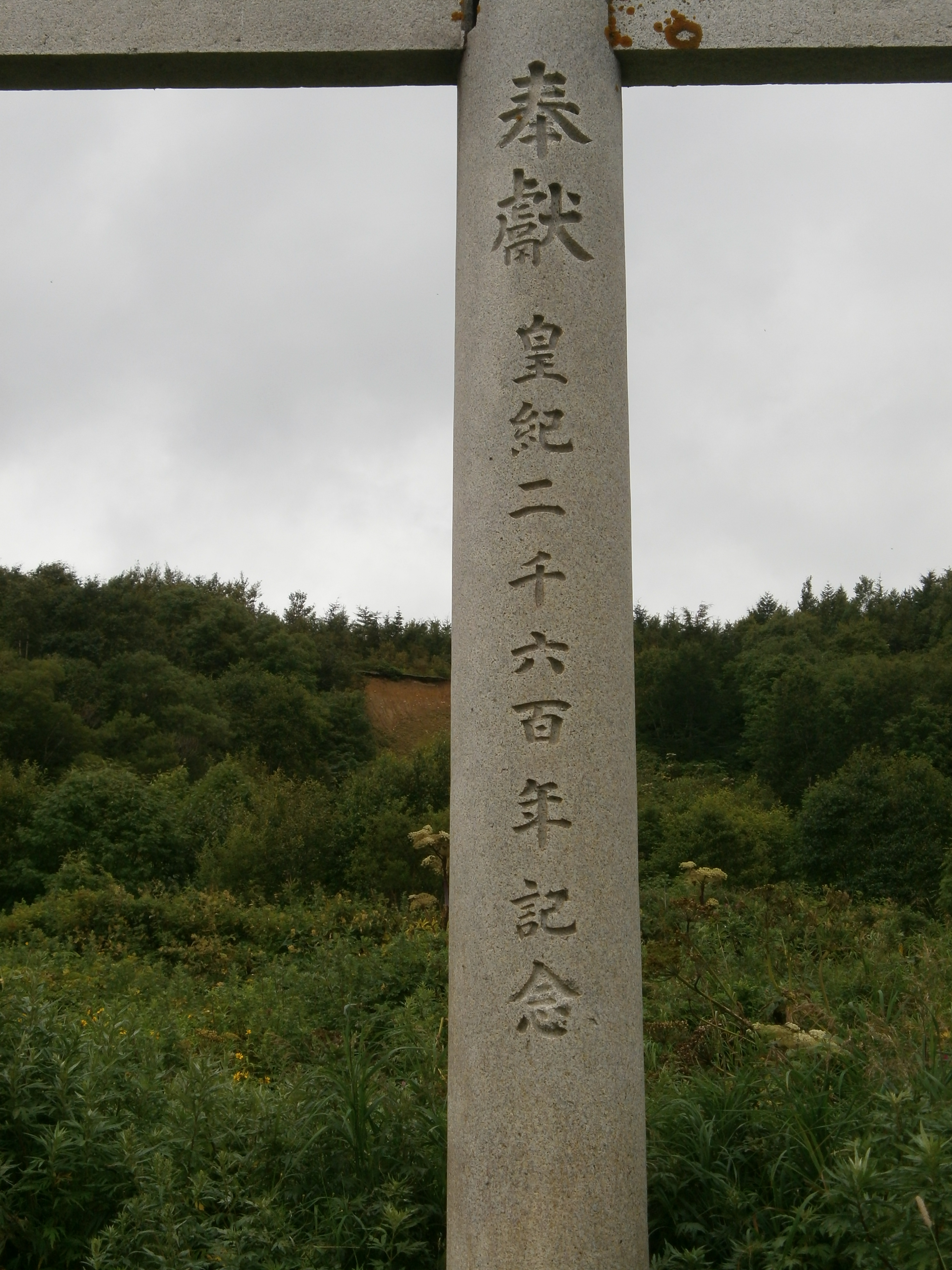
皇紀2600年建立

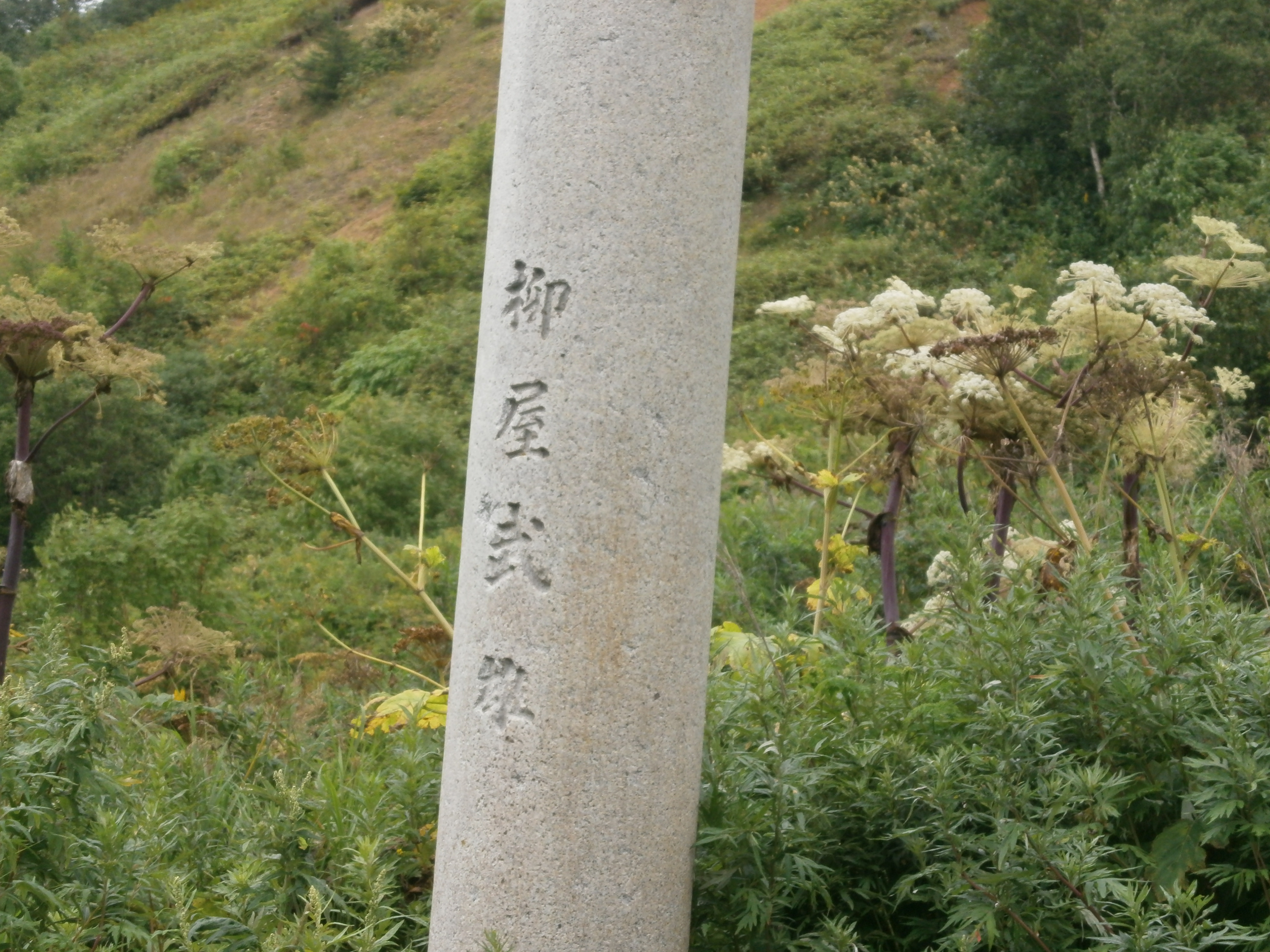
寄贈者の名前が彫られている（柳屋武雄）